# Constantin Meunier

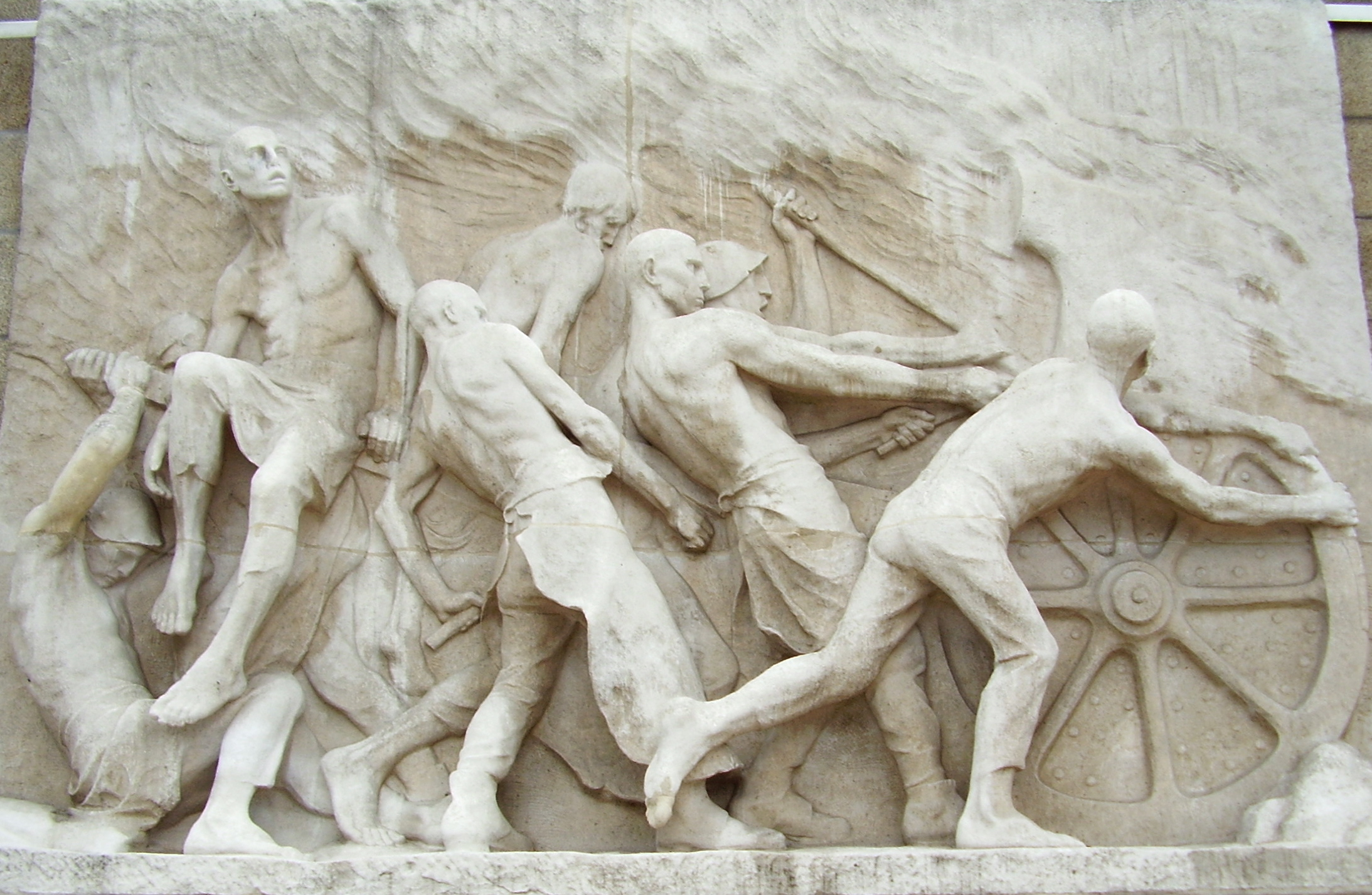
Przemysł

Constantin Meunier (ur. 12 kwietnia 1831 w Etterbeek, zm. 4 kwietnia 1905 w Ixelles) – rzeźbiarz i malarz belgijski.

## Muzeum Meuniera
W ostatnim domu Meuniera w Ixelles powstało muzeum.